# Hong Seong-chan
Este es un nombre coreano; el apellido es Hong.
Seong-chan Hong (Gangwon, 30 de junio de 1997) es un tenista profesional surcoreano.

## Trayectoria
Hong llegó a la final del campeonato júnior del Abierto de Australia 2015, cayendo ante el máximo favorito Román Safiulin en la final. Hong tuvo el puesto N°3 en el ranking juvenil, el más alto de su carrera.
Desde 2015, Hong ha sido miembro del equipo de Copa Davis de Corea del Sur.

## Títulos ATP Challenger (1; 1+0)

### Individuales (1)
| N.° | Fecha                   | Torneo                  | Superficie | Oponente en la final | Resultado |
| --- | ----------------------- | ----------------------- | ---------- | -------------------- | --------- |
| 1.  | 13 de noviembre de 2022 | Challenger de Matsuyama | Dura       | Tung-Lin Wu          | 6-3, 6-2  |